# Knislinge
Knislinge est une localité suédoise située dans la commune d'Östra Göinge en Scanie.
Sa population était de 3 303 habitants en 2019.